# Аранос
Аранос — це місто в східній частині регіону Гардап у центральній Намібії, розташоване у басейні річки Носсоб у пустелі Калахарі. Аранос знаходиться за 270 км на південний схід від Віндгуку.
Земля навколо міста рівна, але покрита горним рельєфом на півдні. Найвища точка міста знаходиться на 2,3 км на схід від Араносу та становить 1218 метрів. 
Густота населення - Менше двух людей на квадратний кілометр у області міста, а територія навколо міста майже повністю покрита заростями.
Основна економічна сфера міста — сільське господарство. 

## Історія
Спочатку поселення називалося «Arahoab» що означає «Червона територія» на мові Нама. Під час Повстання племен гереро та нама в місті з 1908 року знаходились підрозділи колоніальної німецької армії. Тоді до міста почало приходити більше листів ніж завжди, тому тоді було прийняте рішення щодо відкриття поштового відділення у місті. Після війни, відділення закрили.
Село було перейменоване на Аранос щоб уникнути плутанину з селом Ароаб на півдні. Аранос це телескопія двух слів: Ара (Від Арахоаб) Нос (Від річки Носсоб).

## Клімат
Місто має пустинний клімат, а середній рівень опадів становить 188 мм, хоча у 2010/2011 було виявлено опади на 505 міліметрів. Найвологішим місяцем є грудень - 113 мм опадів, найсухіший - липень (1 мм опадів).
Середня температура становить 25°C, а найжаркішим місяцем є грудень - 32°C, найхолодніший - червень, 14°C.

## Політика
Аранос є столицею виборчого округу Аранос. Місто також має місцеву раду з семи місцями, замість п'ятьох, як було раніше.
У рамках місцевих виборів 2020 року у Намібії, на виборах у Араносі переміг "Рух безземельних людей"(LPM), який мав добрі результати по всьому регіону. ЛПМ отримали 7 місць у міській раді та 745 голосів. На другому місці є СВАПО з двома місцями та отримавши 465 голосів. Після чого йдуть "Незалежні патріоти за зміни" з одним місцем та 283-ома голосами і "Народний демократичний рух" також з одним місцем та з рахунком голосів у 90.

## Навчальні заклади
- Юнацька середня школа Араносу
- Початкова школа Rooiduin
- Початкова школа Salmon Boois
- Початкова школа Sonara

## Відомі особистості
- Член національної асамблеї Юрі Вільйоен
- Правозахисниця Полін Демперс